# コンピューターゲーム向上委員会
特定非営利活動法人コンピューターゲーム向上委員会（コンピューターゲームこうじょういいんかい）は、かつて存在した日本のNPO法人。事務局は東京都台東区に所在。

## 歴史
バガボンド（現サイボウズ・メディアアンドテクノロジー）でコンピュータゲーム情報メールマガジン「GAMERS EXPRESS」（ブロッコリー発行、2002年1月廃刊）の編集長を務めていた齋藤大祐が中心となり、2002年に任意団体として活動を開始。同年、アダルトゲームの通信販売サイト「G'z Gate」を運営していた有限会社ウィニング・スタイルと共同でニュースサイト「G'z Style」を立ち上げたが、2003年にウィニング・スタイルが倒産したことに伴い、ビートニクスを新たな提携先として「Game-Style」に改名。2005年4月25日付で東京都よりNPO法人の認証を受ける。
なお、ビートニクスは2006年に法人（株式会社）化しており、齋藤も同社の取締役に就任している。

## 活動目的
定款では以下に掲げる活動を通じ、「コンピューターゲーム文化の発展と振興を図り、豊かな社会の実現に寄与する」ことが目的とされている。
- コンピューターゲームの普及啓発活動
- コンピューターゲームの体験交流会とゲーム製作志望者に向けた講習会の開催
- 定期的な市場統計調査事業